# Tolle Koenig
Tolle Koenig (トール・ケーニヒ Tōru Kēnihi?) es un personaje de ficción que aparece en las series de anime Gundam Seed y Gundam Seed Destiny. Takayuki Inoue da voz a este personaje en la versión original japonesa.

## Gundam SEED
Tolle es uno de los amigos de Kira Yamato que estudian en la colonia neutral Heliópolis, es el novio de Miriallia Haw. Cuando Heliopolis es atacado por ZAFT, no pudo alcanzar uno de los refugios y se vio forzado a huir por las calles, presenciando la batalla entre el GAT-X105 Strike Gundam y un ZGMF-1017 GINN de ZAFT. Tras la destrucción de este último, Tolle y los demás amigos de Kira inspeccionan el Strike Gundam y son forzados a embarcar en el Archangel por Murrue Ramius, donde es desvelado que Kira es un Coordinador. Tolle fue el primero en defender a Kira, cuando los soldados del Archangel apuntaron a Kira debido a ser un Coordinador. Una vez el Archangel ha dejado atrás Heliopolis, Tolle y el resto de sus amigos deciden ocupar varios puestos en la nave debido a la escasez de personal, Tolle adopta el puesto de navegante.
Cuando el Archangel llega a ORB, Tolle y sus amigos se reencuentran con sus padres. A partir de este punto Tolle decide pilotar un FX-550 Skygrasper, anteriormente pilotado por Cagalli Yula Athha. Poco después de que el Archangel abandone ORB, él intenta ser útil sirviendo de apoyo a Kira en la batalla contra el escuadrón Zala, los cuales pilotaban cuatro mobile suits capturados por ZAFT. Aunque esta batalla acaba con la vida de Nicol Amalfi y su GAT-X207 Blitz Gundam, el Archangel es atacado horas después por los restantes miembros del escuadrón Zala. Athrun Zala, su líder, el cual pilota el GAT-X303 Aegis Gundam, se encuentra fuertemente enfurecido tras la muerte de su amiga Nicol, sobre todo porque sucedió mientras estaba intentando protegerle. Athrun luchando de una manera despiadada, lanzando el escudo del Aegis contra el Skygrasper de Tolle, borrándolo de los cielos.
Su muerte afecta tanto a Kira que decide vengarlo acabando con Athrun, fallando en su intento. Kira se da cuenta de que Athrun estaba tan fuera de sí por el hecho de la muerte de Nicol. Cuando Kira y Athrun se reencuentran durante la invasión de ORB, aprenden sobre la muerte de los respectivos amigos de cada uno, llegando a un entendimiento y trabajando juntos para acabar con esa guerra.

## Gundam SEED Destiny
Tolle murió en Gundam Seed, pero aún forma parte de los pensamientos de sus amigos. Kira proclama que nunca más dejará morir a nadie de una forma tan falta de sentido. Su memoria también da fuerza a Miriallia para seguir viviendo.
- Datos: Q21450831